# Guerre civile laotienne
Guerre d'Indochine, puis guerre du Viêt Nam
Batailles
La guerre civile laotienne est un conflit armé inscrit dans le contexte de la guerre froide, qui opposa le Pathet Lao au royaume du Laos. Commencée durant la guerre d'Indochine, la guerre civile se poursuivit durant la guerre du Viêt Nam, dont elle constitua un théâtre parallèle de la même manière que la guerre civile cambodgienne.
Ce conflit a impliqué les troupes américaines, les troupes thaïlandaises, les troupes sud-vietnamiennes, les troupes philippines ainsi que l'armée nord-vietnamienne, avec le soutien officieux de l'armée soviétique et l'armée chinoise. En 1973, le gouvernement royal et le Pathet Lao conclurent un cessez-le-feu. Le partage du pouvoir tourna à l'avantage du Pathet Lao, qui prit le contrôle du pays en 1975.

## Situation du Laos après la Seconde Guerre mondiale
En 1945, après la prise de contrôle de l'Indochine française par l'empire du Japon, l'indépendance du protectorat du Laos est proclamée. Après la capitulation japonaise, le Premier ministre indépendantiste Phetsarath Rattanavongsa, qui souhaite éviter le rétablissement du Protectorat, se trouve en conflit avec le roi de Luang Prabang Sisavang Vong, favorable aux Français. En octobre, le gouvernement révolutionnaire Lao Issara (« Laos libre ») détrône le roi. Phetsarath devient chef de l'« État lao » (Pathet Lao) : le gouvernement est une coalition hétéroclite où doivent coexister le groupe de Souphanouvong qui est arrivé à Vientiane avec des conseillers Việt Minh et celui d'Oune Sananikone, organisateur du mouvement Lao-Pen-Lao bien implanté dans le Sud et en contact avec le mouvement antijaponais siamois Thaï Seri et l'OSS américain. Les heurts entre les Lao-Pen-Lao et les conseillers vietminh sont fréquents. Le gouvernement compte deux frères cadets de Phetsarath, Souvanna Phouma et Souphanouvong. Mais le retour progressif des Français sur le territoire laotien contraint le gouvernement Lao Issara à la fuite en mai 1946 : la plupart des ministres indépendantistes se réfugient en Thaïlande. Quelques mois plus tard, la France réorganise politiquement le Laos, dont la constitution du 11 mai 1947 fait une monarchie parlementaire, le royaume du Laos. Le prince héritier de Champassak, Boun Oum renonçant à ses droits sur le Sud-Laos au bénéfice du roi de Luang Prabang Sisavang Vong qui devient donc le premier souverain du Laos unifié.

## Durant la guerre d'Indochine
Ouvertement déclenchée à la fin 1946, la guerre d'Indochine oppose le Việt Minh à la France. Côté laotien, Souphanouvong réanime en septembre 1947 la guérilla, mais le mouvement Lao Issara/Pathet Lao manque cruellement de moyens. En novembre 1947, le changement de gouvernement en Thaïlande lui fait perdre ses appuis politiques locaux. En 1949, la France accorde une autonomie accrue au Laos : une partie des indépendantistes Lao Issara se déclarent satisfaits et, Souvanna Phouma en tête, acceptent la proposition d'amnistie du roi et rentrent au pays. Le 24 octobre 1949, le Lao Issara est officiellement dissous. Souphanouvong refuse cependant d'abandonner la lutte mais, malgré l'aide de Hô Chi Minh, ses partisans se réduisent alors à quelques bandes dans les régions montagneuses contrôlées par le Việt Minh. Le 13 août 1950, Souphanouvong crée le Front du Laos libre (Neo Lao Issara), dont il prend la présidence du comité central, ainsi que le gouvernement provisoire de l'État du Laos. Avec le soutien du Việt Minh, le Pathet Lao reconstitue ses forces, opère des ralliements dans les minorités ethniques des régions montagnardes et établit progressivement des bases sur le territoire laotien, diffusant sa propagande dans les villages. Dans le courant de l'année 1951, les forces militaires du Pathet Lao sont suffisamment importantes pour participer aux opérations militaires du Việt Minh contre les Français.

## Conquête d'une partie du pays par le Pathet Lao
Dès mars 1953, le Pathet Lao établit le siège de son gouvernement à Sam Neua. En avril 1953, environ 40 000 soldats de l'Armée populaire vietnamienne du Việt Minh, commandés par Võ Nguyên Giáp, accompagnés par 2 000 hommes du Pathet Lao commandés par Souphanouvong, envahissent le Nord-Ouest du royaume, dans le but de s'emparer de Luang Prabang, siège du palais royal, et de la plaine des Jarres. Le roi refuse d'évacuer la ville, tandis que l'ennemi avance et que plusieurs milliers de villageois prennent la fuite. Finalement, les troupes việt minh se replient à 30 kilomètres de Luang Prabang, mais le Pathet Lao contrôle désormais un territoire étendu, étend son gouvernement à un réseau de villages, et réorganise ses forces armées pour protéger le terrain conquis et mener des actions de guérilla accrues. Le « Laos libre » comprend la plus grande partie du plateau des Bolovens au sud du pays, et une partie des provinces de Sam Neuang, Xieng Khouang, Phongsaly et Luang Prabang au nord. Les maquis lao-vietnamiens se montrent de plus en plus agressifs au cours des mois qui suivent, et les autorités apparaissent peu réactives dans les campagnes. Au printemps 1953, la France considère comme une priorité d'éviter l'extension du conflit sur le Laos, menacé par le Việt Minh. C'est pour défendre le royaume et éviter qu'en faisant appel à l'ONU, il n'amène à une internationalisation du conflit, qu'est décidée l'occupation de Ðiện Biên Phủ. En janvier 1954, le Việt Minh lance deux offensives sur le Laos, qui sont repoussées en un mois mais ne représentent que des diversions avant la bataille de Điện Biên Phủ.
En 1954, les accords de Genève mettent fin à la guerre d'Indochine et entérinent le retrait français. Malgré les efforts de son représentant, le gouvernement royal du Laos ne parvient pas à empêcher le Pathet Lao, représenté aux côtés du Việt Minh, d'être mentionné parmi les participants. En outre, les accords, qui refusent toute idée de partition du pays, prévoient l'ouverture de pourparlers entre le royaume du Laos et le Pathet Lao.

## Trêve dans la guerre civile
Les pourparlers entre le gouvernement royal et le Pathet Lao débutent le 21 novembre 1954 : pour les partisans de Souphanouvong, les négociations visent surtout à obtenir l'égalité des droits entre les deux parties, tandis que le gouvernement royal refuse de les considérer autrement que comme des insoumis ayant servi une armée étrangère. Un accord est finalement trouvé et le Pathet Lao accepte l'intégration de ses unités militaires à l'Armée royale lao, et fonde en janvier 1956 un parti politique destiné à participer aux élections, le Front patriotique lao (Neo Lao Hak Sat, NLHS). Le 19 novembre 1957, un gouvernement de coalition, présidé par le neutraliste Souvanna Phouma, est formé. Le pays fait néanmoins l'objet d'une présence de plus en plus importante des États-Unis, attachés à endiguer le communisme en Asie, et dont l'aide financière est vitale pour la police et l'armée du Laos. En 1958, des élections partielles organisées pour assurer la représentation parlementaire du NLHS lui permettent de remporter des provinces ce qui, sans lui assurer de majorité au parlement, représente un camouflet pour les États-Unis. La droite nationaliste laotienne, favorable à l'alliance avec les États-Unis, condamne la coalition avec le Pathet Lao et n'admet pas l'entrée du gouvernement des « communistes provietnamiens », alors que la tension au Viêt Nam s'accentue,.

## Reprise des hostilités

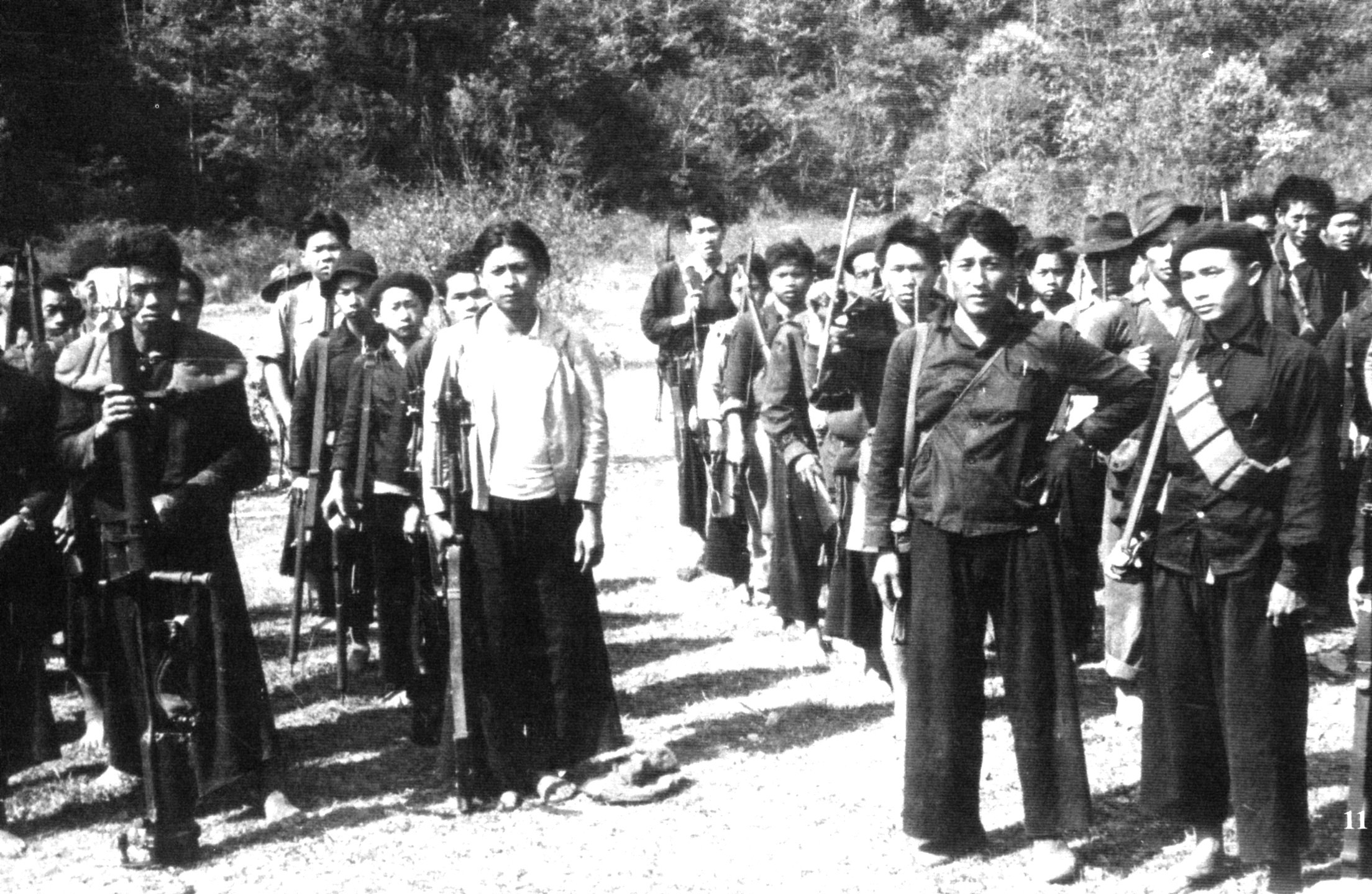
Guérilleros anticommunistes de l'ethnie Hmong.

Les États-Unis suspendent leur aide financière au Laos, et Souvanna Phouma est obligé de démissionner dès juin 1958, laissant la place au pro-américain Phoui Sananikone. En décembre 1958, en violation des accords, les troupes nord-vietnamiennes réalisent des incursions en territoire laotien. En mai 1959, les deux derniers bataillons de l'Armée de libération et de défense lao refusent d'intégrer l'armée régulière car les autorités gouvernementales interdisaient la présence des responsables civils Pathet Lao à la cérémonie : le gouvernement prend prétexte de l'incident pour faire arrêter, le 12 mai, Souphanouvong et les autres chefs de son mouvement présents à Vientiane : ils parviendront néanmoins à s'évader le 23 mai 1960. Entre-temps, le Pathet Lao a repris le maquis, ses troupes se séparant de l'Armée royale lao. La situation politique au Laos est de plus en plus tendue : à la fin juillet 1959, l'armée du Nord Viêt Nam pénètre à nouveau en territoire laotien. En octobre 1959, le roi Sisavang Vong, laissant le trône à son fils Savang Vatthana, lui aussi favorable à l'alliance avec les États-Unis. Le général Phoumi Nosavan, l'un des chefs de la droite nationaliste, est de plus en plus influent sur la scène politique ; s'il échoue la fin 1959 à devenir Premier ministre, il se voit accorder le portefeuille de la défense et étend ses réseaux, fait changer la loi électorale et contrôle de fait le gouvernement issu des élections d'avril 1960.
Le 8 août 1960, un coup d'État organisé par l'officier Kong Lê remet au pouvoir Souvanna Phouma sans effusion de sang. Phoumi Nosavan, cependant, ne désarme pas et, soutenu par les États-Unis et la Thaïlande, promet dès le mois d'août de reprendre la capitale : ses troupes avancent sur Vientiane et le 11 décembre, le général réunit des membres de l'Assemblée qui votent le renversement du gouvernement de Souvanna Phouma, acte signé par le roi. Boun Oum forme un nouveau gouvernement, dont Phoumi Nosavan apparaît comme l'homme fort. Les troupes de Kong Lê cherchent un appui du côté du Nord-Viêt Nam et de l'Union soviétique : ils reçoivent bientôt des livraisons d'armes par un pont aérien mis en place par les Soviétiques, et une offensive menée par les neutralistes, le Pathet Lao et les Nord-Vietnamiens leur permet de repousser les troupes royales dans la plaine des Jarres. Les États-Unis envoient de leur côté des armes à la guérilla hmong dirigée par le général Vang Pao,. L'affrontement politique entre la droite soutenue par la Thaïlande et les États-Unis, et la gauche soutenue par le Nord Viêt Nam prend également un tour ethnique : Phoumi est lao de la plaine, tandis que le Pathet Lao recrute essentiellement parmi les minorités montagnardes qui jouxtent le Viêt Nam. Le Laos est alors menacé de partition. Un accord soviéto-américain est finalement trouvé à Vienne en juin 1961, et préconise une reconstitution du gouvernement de coalition de Souvanna Phouma, avec Boun Oum et Souphanouvong. Après de longues négociations, Souvanna Phouma forme son nouveau gouvernement, comptant des ministres neutralistes, de droite et Pathet Lao. Mais l'accord dure moins d'un an : en avril 1963, les ministres Pathet Lao quittent la capitale, où ils se jugent peu en sécurité.

## Un théâtre parallèle de la guerre du Viêt Nam

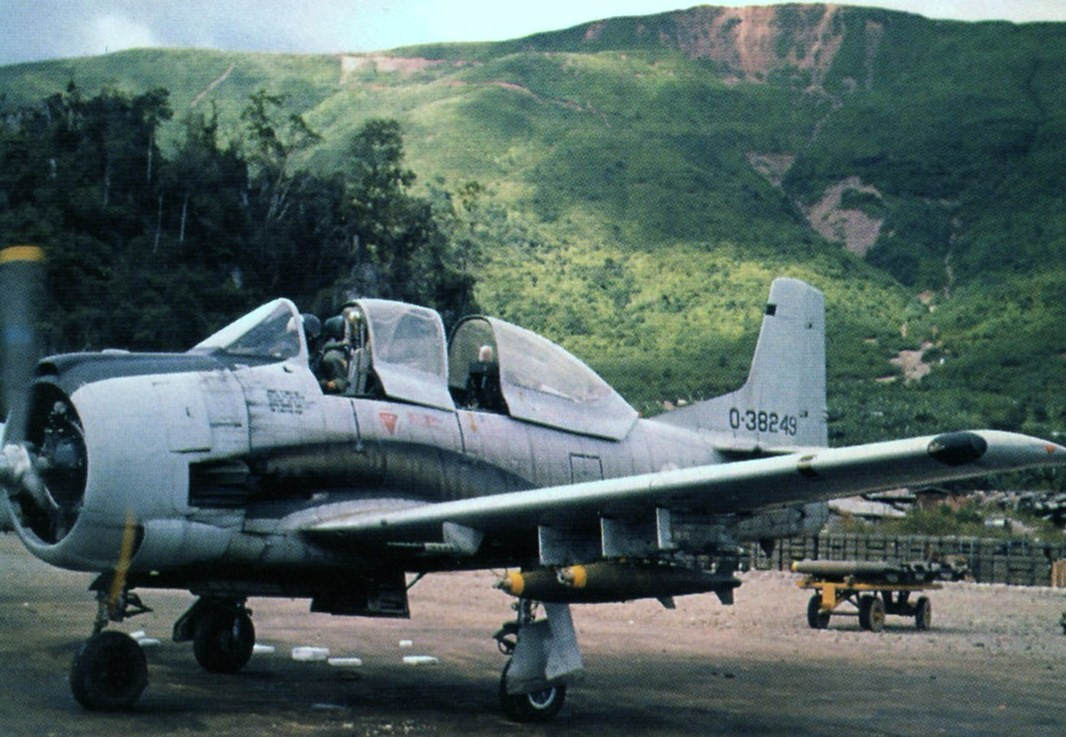
North American T-28 Trojan de l'US Air Force sur l'aérodrome de Long Tien, base de la CIA au Laos (1972).

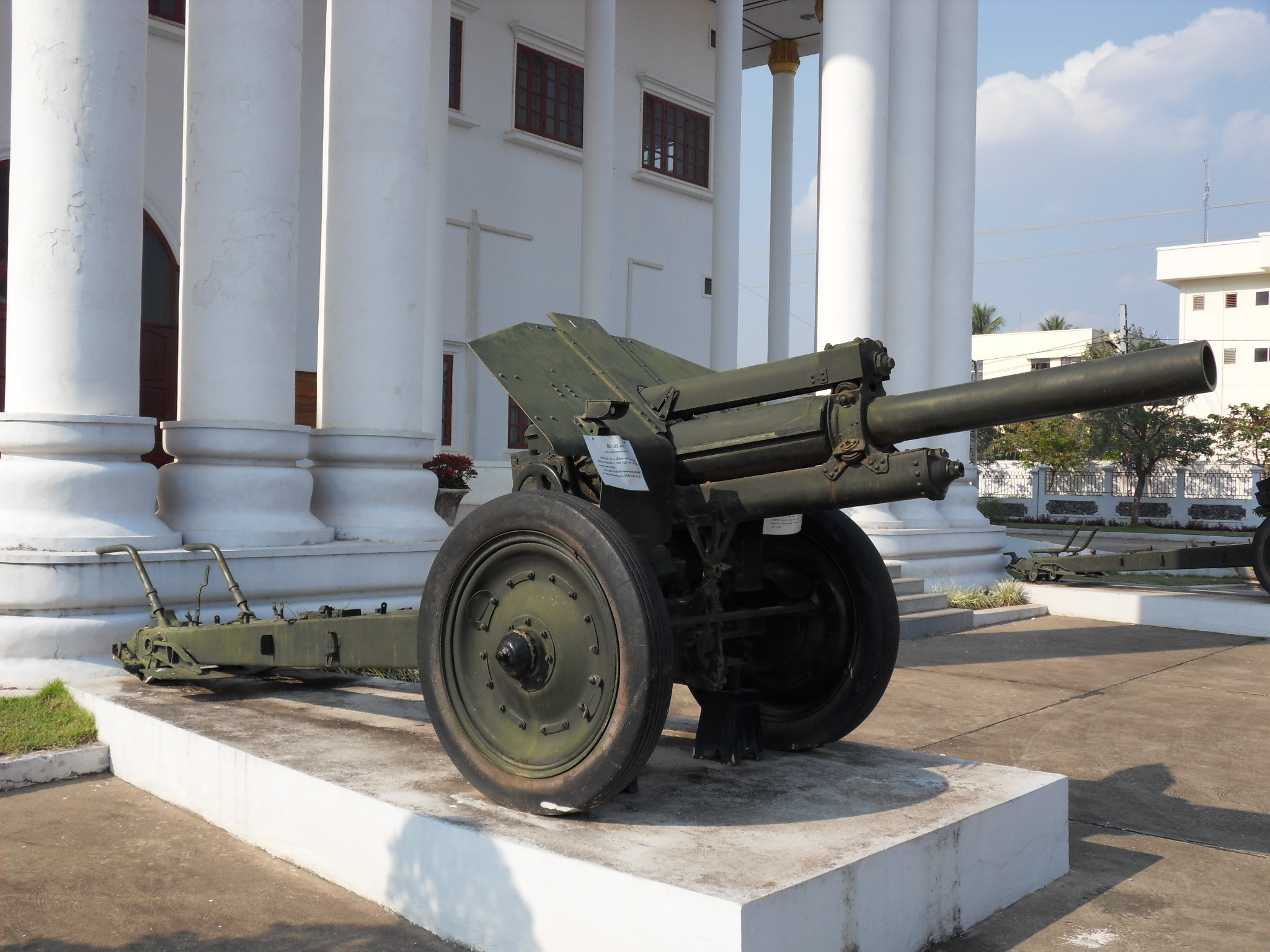
Obusier 122 mm M1938 soviétique utilisé par le Pathet Lao en 1968-1969 et 1971.

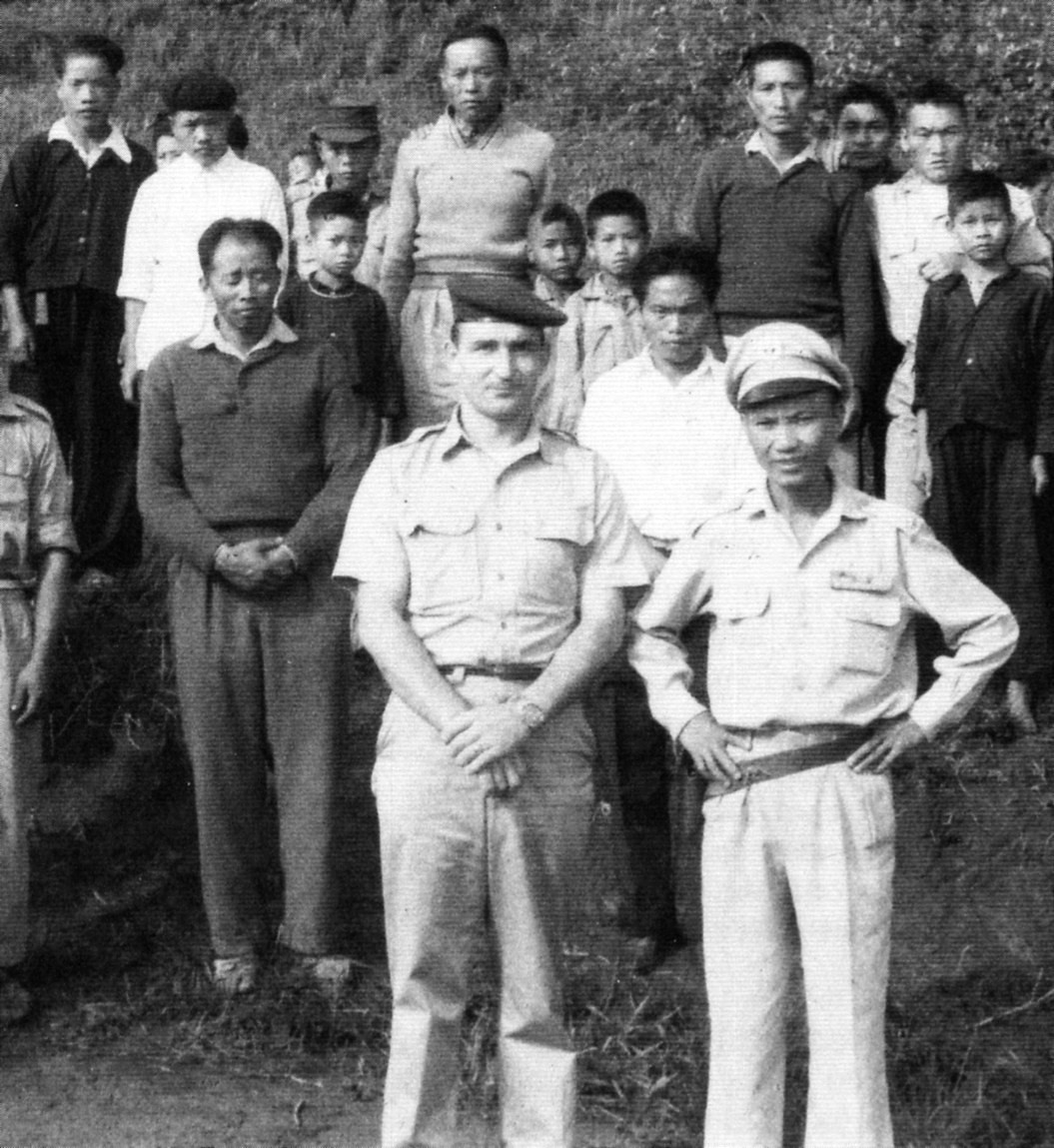
Centre d'entrainement des militaires laotiens, mis sur pied avec l'aide de l'armée américaine (1960).

Le Nord-Viêt Nam a encore environ 10 000 soldats sur le territoire laotien et y développe la piste Hô Chi Minh, longue ligne de ravitaillement et de communication pour ses troupes, au nord et à l'est du Laos, dans les zones Pathet Lao. Le Nord-Viêt Nam continue d'apporter son soutien matériel au Pathet Lao, tandis que la Thaïlande et les États-Unis appuient toujours la droite : le territoire demeure divisé entre « phoumistes », neutralistes et Pathet Lao, qui ne se pressent pas, malgré les accords, de renoncer à l'administration de fait qu'ils exercent sur leurs territoires respectifs. Le Nord-Viêt Nam continue donc de bénéficier de la piste Hô Chi Minh en territoire laotien. Depuis le milieu des années 1950, l'armée et la police gouvernementale sont largement dépendantes des subventions des États-Unis.
Le 19 avril 1964, Souvanna Phouma est arrêté sur ordre de deux généraux de droite. Si le coup d'État tourne court sur pression américaine, le Premier ministre, maintenu au pouvoir, est dans les faits sous la coupe de la droite. Il annonce le 2 mai la fusion des forces militaires neutralistes avec celles de Phoumi et appelle le Pathet Lao à l'imiter : celui-ci refuse, amenant à la reprise ouverte des hostilités. Dès le mois de mai 1964, l'aviation américaine bombarde massivement les zones Pathet Lao, considérées comme des bases arrière pour le Nord-Viêt Nam. En 1965, les bombardements forcent 250 000 montagnards à quitter leurs villages et à se réfugier dans la vallée du Mékong. Le Pathet Lao continue néanmoins de tenir la moitié du pays : en cinq ans, son territoire subit 20 000 raids et reçoit deux millions de tonnes de bombes. Malgré les pertes humaines et l'exode massif des populations, les opérations aériennes échouent à couper la piste Hô Chi Minh.
Sans que les États-Unis ne soient officiellement impliqués au Laos sur le plan militaire, les maquis anticommunistes sont amplement soutenus par la CIA. Celle-ci, à travers des agents tels que Richard L. Holm, soutient en particulier les milliers de combattants irréguliers hmong, dirigés durant les années 1960 et 1970 par Vang Pao, premier général de l'armée royale laotienne issue de l'ethnie Hmong. La CIA envoie par avion instructeurs et agents dans les montagnes laotiennes, transportant également l'opium des Hmong à destination de la capitale, Vientiane, afin de financer cette guerre, ceci au même moment où les États-Unis s'engagent officiellement dans la « guerre contre la drogue ».
De plus, experts et conseillers thaïlandais et philippins viennent appuyer le gouvernement royal. Des bataillons thaïlandais font de régulières incursions en territoire lao. De leur côté, les forces Pathet Lao sont largement encadrées par les Nord-Vietnamiens. Le Laos est ainsi pris en tenaille par les belligérants de la guerre du Viêt Nam, qui s'y affrontent par factions laotiennes interposées.
L'armée de terre américaine s'étant vue interdire par le Congrès de pénétrer au Cambodge et au Laos, les États-Unis font appel au Sud-Viêt Nam pour tenter de réduire les bases laotiennes. Le 8 février 1971, 21 000 hommes de l'Armée de la république du Viêt Nam pénètrent sur le territoire du Laos, au cours de l'opération Lanson 719 : ils doivent y affronter la résistance de 36 000 hommes de l'Armée populaire vietnamienne. Les Sud-Vietnamiens sont finalement repoussés par les Nord-Vietnamiens et doivent battre en retraite le 8 mars, sans même prendre la peine de prévenir les Américains.

## Fin de la guerre
Le désengagement des États-Unis dans le conflit vietnamien affaiblit la droite nationaliste lao, qui perd progressivement ses subsides. Les accords de paix de Paris, signés fin janvier 1973, donnent aux différentes parties laotiennes l'occasion d'en finir avec le conflit, Souvanna Phouma n'ayant jamais abandonné l'idée de ramener la paix : le 12 février 1973, un accord de cessez-le-feu est conclu, demandant l'arrêt des bombardements américains, le départ sous 90 jours des forces étrangères, une nouvelle délimitation des zones de contrôle, et des négociations en vue de la formation d'un nouveau gouvernement de coalition. Début avril 1973, Souphanouvong fait une entrée triomphale dans la capitale, dans une atmosphère de réconciliation nationale. Le 5 avril 1974, un nouveau gouvernement de coalition est formé : si Souvanna Phouma reste à sa tête, Phoumi Vongvichit, membre du Pathet Lao, en est le vice-premier ministre.
Dans le courant de l'année qui suit, le Pathet Lao prend progressivement le pouvoir, au cours d'un processus sans violence parfois comparé au coup de Prague. En 1975, alors que les Khmers rouges remportent la victoire dans la guerre civile cambodgienne et que le Nord-Viêt Nam s'empare de Saïgon, mettant un terme à la guerre du Viêt Nam, le Pathet Lao, et son organe de direction le Parti révolutionnaire populaire lao, prennent ouvertement le pouvoir. En décembre, la monarchie est abolie et remplacée par la République démocratique populaire lao, avec Souphanouvong et Kaysone Phomvihane comme Premier ministre. Le Laos tombe tout entier sous une influence étroite du Viêt Nam. Le pays ne retrouve pas pour autant la paix avec la fin de la guerre civile : dès la prise de pouvoir par les communistes, des guérillas animées par les anciennes forces pro-américaines des Hmongs, et d'autres minorités comme les Yaos et les Méos, se développent avant de s'éteindre progressivement faute de moyens et de soutien étranger. Le conflit hmong se prolonge durant des années : dans les années 2000, quelques maquis hmongs existent encore, bien que n'étant plus en état de mener une véritable résistance et se contentant de survivre dans la jungle.
Les mines antipersonnel qui ont été massivement larguées par l'aviation américaine ont continué de faire de nombreuses victimes bien après la fin de la guerre. Avec un taux de non-explosion de 20 à 30 % à l’impact, elles restèrent disséminées sur la plus grande partie du pays, faisant vingt mille victimes depuis 1975 - avec un taux de mortalité de 50 % environ. Plusieurs pays ont procuré une aide au Laos, permettant notamment la création du Mines Advisory Group (MAG), basé au Royaume-Uni. Cependant, la presse britannique relève que les États-Unis ont refusé de révéler au MAG les « consignes et procédures de désamorçage », toujours classées secret-défense au début des années 2000.